# Ближний Кезек
Ближний Кезек — посёлок в Таштагольском районе Кемеровской области. Входит в состав Шерегешского сельского поселения.

## География
Центральная часть населённого пункта расположена на высоте 480 метров над уровнем моря.

## Население
По данным Всероссийской переписи населения 2010 года, в посёлке Ближний Кезек проживает 8 человек (6 мужчин, 2 женщины).